# Draževitići
Draževitići falu Horvátországban, Split-Dalmácia megyében. Közigazgatásilag Vrgorachoz tartozik.

## Fekvése
Makarskától légvonalban 34, közúton 48 km-re délkeletre, községközpontjától 9 km-re délkeletre Közép-Dalmáciában, a megyehatár mellett fekszik.

## Története
Draževitići területe a régészeti leletek tanúsága szerint már az ókorban is lakott volt. A térség első ismert népe az illírek egyik törzse a dalmátok voltak, akik a magaslatokon épített, jól védhető erődített településeikben laktak. Az ő emlékük az Oštri rt-nál fennmaradt néhány halomsír. A rómaiak hosszú ideig tartó harcok után csak az 1. században hódították meg ezt a vidéket. Az illírek elleni 9-ben aratott végső győzelem után békésebb idők következtek, de a római kultúra csak érintőleges hatással volt erre a térségre. A horvát törzsek a 7. század végén és a 8. század elején telepedtek le itt, ezután területe a neretvánok kenézségének Paganiának a részét képezte. Vidéke a középkorban is lakott volt, közelben két középkori temető sírkövei is fennmaradtak. Az egyik Veliki Prologon a mai plébániatemplom mellett, a másik nagyobb pedig Umčanin a Medvidija, Korice és Gomila nevű helyeken mintegy húsz sírkővel. A török a 15. század második felében szállta meg ezt a vidéket, mely 1690 körül szabadult fel végleg a több mint kétszáz éves uralma alól. A török uralom idején a hívek lelki szolgálatát a zaostrogi ferences atyák látták el.  A török uralom után a település a Velencei Köztársaság része lett. A kandiai háború idején a térség falvai elpusztultak. A település török uralom végével a 17. század végén 1690 körül a környező településekkel együtt népesült be. A betelepülők ferences szerzetesek vezetésével főként a szomszédos Hercegovinából érkeztek. A lakosság főként földműveléssel és állattartással foglalkozott, de a határhoz közeli fekvésénél fogva eleinte még gyakran kellett részt vennie a velencei-török összecsapásokban. Lakossága kezdetben a vrgoraci plébániához tartozott. 1734-ben Stjepan Blašković püspök megalapította az önálló dusinai plébániát, melyhez Draževitićit is hozzá csatolták. A velencei uralomnak 1797-ben vége szakadt és osztrák csapatok vonultak be Dalmáciába. 1806-ban az osztrákokat legyőző franciák uralma alá került, de Napóleon lipcsei veresége után 1813-ban újra az osztrákoké lett. 1857-ben 140, 1910-ben 178 lakosa volt. 1918-ban az új Szerb-Horvát-Szlovén Állam, majd később Jugoszlávia része lett. A település a háború után a szocialista Jugoszláviához került. 1991 óta a független Horvátországhoz tartozik. 2011-ben 203 lakosa volt.

## Lakosság
| Lakosság változása | Lakosság változása | Lakosság változása | Lakosság változása | Lakosság változása | Lakosság változása | Lakosság változása | Lakosság változása | Lakosság változása | Lakosság változása | Lakosság változása | Lakosság változása | Lakosság változása | Lakosság változása | Lakosság változása | Lakosság változása |
| ------------------ | ------------------ | ------------------ | ------------------ | ------------------ | ------------------ | ------------------ | ------------------ | ------------------ | ------------------ | ------------------ | ------------------ | ------------------ | ------------------ | ------------------ | ------------------ |
| 1857               | 1869               | 1880               | 1890               | 1900               | 1910               | 1921               | 1931               | 1948               | 1953               | 1961               | 1971               | 1981               | 1991               | 2001               | 2011               |
| 140                | 0                  | 127                | 142                | 160                | 178                | 193                | 172                | 212                | 222                | 209                | 185                | 205                | 177                | 184                | 203                |

(1869-ben lakosságát Dusinához számították.)

## Nevezetességei
- Szent Márton püspök tiszteletére szentelt templomának építési ideje nem ismert, de mindenképpen a Vrgoračka krajina régebbi templomai közé tartozik. Építését az umčani templommal egy időre, a 18. század első felére teszik. Egyszerű, szabályosan faragott kövekből épített, négyszögletes alaprajzú épület. Hosszúsága 9, szélessége 4 méter. Homlokzatán kis körablak, felül pedig pengefalú harangtorony látható, benne egy haranggal.
- Ókori halomsírok az Oštri rt nevű helyen.